# Oberea atricilla
Oberea atricilla là một loài bọ cánh cứng trong họ Cerambycidae.